# Mirja Turestedt
Mirja Viveka Turestedt (født 24. september 1972 i Borås) er en svensk skuespiller, som er vokset op i Göteborg og Malmö. Hun studerede ved Teaterhögskolan i Göteborg 1998–2002.

## Filmografi (udvalg)
- Kommissarie Winter (tv-serie, 2004)
- Arn: Tempelridderen (2007)
- Labyrint (tv-serie, 2007-2008)
- Sommeren med Göran (2009)
- Luftkastellet der blev sprængt (2009)
- Kommissæren og havet (tv-serie, 2010)
- Stockholm-Båstad (tv-serie, 2011)
- Maria Wern (tv-serie, 2012)
- Solsidan (tv-serie, 2013)
- Modus (tv-serie, 2017)
- En del af mit hjerte (2019)
- Rebecka Martinsson (tv-serie, 2020)
- Lykkebugten (tv-serie, 2020-2022)
- Barracuda Queens (tv-serie, 2023-2025)